# 黑山乡 (烟台市)
黑山乡是中国山东省烟台市蓬莱区下辖的一个乡，由长岛海洋生态文明综合试验区代管，位于庙岛群岛南五岛西部。辖境包含大黑山岛、小黑山岛2个居民岛及2个无人岛，总面积8.94平方公里。总人口1717人。

## 行政区划
黑山乡下辖7个行政村，分别为：北庄村、南庄村、大濠村、西濠村、土岛村、小濠村、小黑山村。